# Everybody Hurts (canción de Avril Lavigne)
«Everybody Hurts» —en español: «Todo el mundo lastima» es una canción de la cantante canadiense Avril Lavigne, que fue lanzada como segundo sencillo promocional de su cuarto álbum de estudio Goodbye Lullaby. Fue lanzado el 22 de agosto de 2012 en todo Indonesia.

## Información
Es la octava canción de Goodbye Lullaby. La cantante describió el tema como «diferente... Pero no demasiado diferente como para alejarse de quien soy».

## Charts
| Chart (2012)            | Posición |
| ----------------------- | -------- |
| Indonesia Singles Chart | 37       |